# فرانسوا جي. ريتشارد
فرانسوا جي. ريتشارد هو سياسي كندي، ولد في 2 فبراير 1873، وتوفي في 29 مارس 1967 في كندا. حزبياً، نشط في جمعية نيو برونزويك الليبرالية. وقد انتخب كعضو في الجمعية التشريعية لنيو برونزويك.